# كارولينا ماريا دي جيسوس
كارولينا ماريا دي جيسوس (بالبرتغالية: Carolina Maria de Jesus‏) (14 مارس 1914 في البرازيل - 13 فبراير 1977، ساو باولو في البرازيل)؛ كاتِبة وشاعرة برازيلية.

## روابط خارجية
- كارولينا ماريا دي جيسوس على موقع ديسكوغز (الإنجليزية)